# Ellis Marsalis
Ellis Marsalis (New Orleans, 14 novembre 1934 – New Orleans, 1º aprile 2020) è stato un pianista e musicista statunitense.
Era considerato uno dei principali pianisti di modern jazz. Si esibiva di solito il venerdì nello Snug Harbor Jazz Bistro, a New Orleans.

## Biografia
Ellis esordì da bambino come sassofonista tenore, passando poi al pianoforte quando era alle superiori. Dal suo primo lavoro con i The Groovy Boys, Ellis Marsalis ebbe una grande influenza nella musica jazz. A quel tempo era uno dei pochi musicisti di New Orleans che non si specializzò in Dixieland o rhythm and blues. Suonò con i più noti jazzisti modern, compresi Cannonball Adderley, Nat Adderley e Al Hirt, diventando uno dei pianisti jazz più stimati. Sebbene avesse registrato quasi venti dischi propri, e collaborato a molti dischi con grandi jazzisti come David Newman, Eddie Harris, Marcus Roberts e Courtney Pine, preferì concentrarsi sull'insegnamento. L'approccio didattico di Marsalis, unito a un interesse per la filosofia, incoraggiò gli studenti a effettuare scoperte nella musica da solista, attraverso sperimentazioni e ascolti molto accurati.
Marsalis è morto il 1º aprile 2020 all'età di 85 anni per complicazioni legate al COVID-19. Era sposato e aveva sei figli: Branford, Wynton, Ellis III, Delfeayo, Mboya e Jason.

## Discografia parziale
- 1990 Standard Time, Vol.3: The Resolution Of Romance - Wynton Marsalis (voce, tromba); Ellis Marsalis (piano); Reginald Veal (basso); Herlin Riley (batteria)
- 1991 Ellis Marsalis Trio - Ellis Marsalis (piano), Robert Hurst (basso), Jeff "Tain" Watts (batteria)
- 1991 Piano in E - Solo Piano - Ellis Marsalis (solo piano)
- 1991 The Classic/Ellis Marsalis - Ellis Marsalis (piano), James Black (batteria), Nathaniel Perrilliat (sassofono), Marshall Smith (basso)
- 1992 Heart Of Gold - Ellis Marsalis (piano), Ray Brown (basso), Billy Higgins (batteria)
- 1994 Whistle Stop - Ellis Marsalis (piano); Branford Marsalis sassofono(tenore & soprano); Robert Hurst (basso acustico); Jeff "Tain" Watts, Jason Marsalis (batteria)
- 1995 Joe Cool's Blues - Wynton Marsalis Septet: Wynton Marsalis (tromba); Wessell Anderson (sassofono alto & soprano); Victor Gaines (sassofono tenore, clarinetto); Wycliffe Gordon (trombone); Eric Reed (piano); Benjamin Wolfe (acoustic bass); Herlin Riley (batteria). Ellis Marsalis Trio: Ellis Marsalis (piano); Reginald Veal (basso); Martin Butler (batteria).
- 1995 A Night At Snug Harbor, New Orleans - Ellis Marsalis (piano), Bill Huntington (basso), David Lee Jr. (batteria), Tony Dagradi (sax tenore, soprano), Rick Margitza (sax tenore), Art Blakey (batteria), Donald Harrison (sax tenore), Nicholas Payton (tromba)
- 1996 Loved Ones  - Ellis Marsalis (piano), Branford Marsalis (sax)
- 1997 Syndrome - Ellis Marsalis (piano), Bill Huntington (basso acustico), James Black (batteria), Guest Artist: Kent Jordan
- 1998 Twelve's It - Ellis Marsalis (piano); Roland Guerin, Bill Huntington (basso); Jason Marsalis (batteria)
- 1999 Duke In Blue - Ellis Marsalis (solo piano)
- 1999 Solo Piano Reflections - Ellis Marsalis (solo piano)
- 2001 UAB SuperJazz, featuring Ellis Marsalis - Ellis Marsalis, piano, con la http://www.bhamwiki.com/wiki/index.php?title=SuperJazz_Big_Band[collegamento interrotto] live
- 2002 Jazz At Christmas In New Orleans - Ellis Marsalis (piano), Bill Huntington (bass violin), Jason Marsalis (batteria, vibraphone), Cynthia Liggins Thomas (voce)
- 2002 Marsalis Family - A Jazz Celebration  - Ellis Marsalis (piano), Branford Marsalis (sax), Delfeayo Marsalis (trombone), Jason Marsalis (batteria), Roland Guerin (basso).
- 2003 The GIG - LIVE At Snug Harbor - Ellis Marsalis (piano), Bill Huntigton (basso), Jason Marsalis (batteria)
- 2003 Afternoon Session August 17th 1968 Sparks Nevada - Ellis Marsalis (piano), Jim Haden (bass), Lee Charlton (drums), John Peirce (sax alto), Chuck Foster (tromba)
- 2004 On The First Occasion - Ellis Marsalis (piano), Bill Huntington (basso), Jason Marsalis (batteria)
- 2005 An Evening With The Ellis Marsalis Quartet - Set 1 - Live - Ellis Marsalis (piano), Derek Douget (sax tenore/soprano), Bill Huntington (basso), Jason Marsalis (batteria)
- 2005 Ruminations in New York - Ellis Marsalis (solo piano)